# 1947年北海道庁長官選挙
1947年北海道庁長官選挙（1947年ほっかいどうちょうちょうかんせんきょ）は、北海道の執行機関である北海道庁長官を選出するために行われた選挙である。第1回統一地方選挙前半戦投票日である1947年4月5日に投票が行われたが、当選に必要な法定得票を得た候補者がいなかったため、4月16日に決選投票が行われた。本稿では4月5日と4月16日の選挙をまとめて取り上げる。

## 概要
この選挙が執行されたのは地方自治法の公布（1947年4月17日）よりも前であり、北海道庁長官を選挙するものとして執行された。この選挙によって選出された最初で最後の「公選北海道庁長官」は、5月3日の地方自治法施行により北海道知事に移行した。なお、地方自治法案が貴族院で可決・成立したのは同年3月28日である。4月5日の選挙では6名が立候補した。票が分散し、法定得票を得た候補者がおらず、11日後の4月16日に上位2名による決選投票が行われ、4月5日の選挙において最多得票を得た田中敏文が当選を果たした。

## 4月5日選挙

### 基礎データ
- 選挙事由：
- 告示日：
- 投票日：1947年4月5日
- 有権者数：1,764,022名
- 候補者：6名

| 候補者名   | 年齢 | 党派                   | 新旧 |
| ---------- | ---- | ---------------------- | ---- |
| 佐茂菊藏   | 53   | 無所属                 | 新人 |
| 岩佐劯     | 46   | 日本民主主義愛國労働党 | 新人 |
| 長谷長次   | 45   | 無所属                 | 新人 |
| 苫米地英俊 | 64   | 無所属                 | 新人 |
| 有馬英二   | 65   | 民主党                 | 新人 |
| 田中敏文   | 35   | 日本社会党             | 新人 |
出典：北海道知事選挙の結果（昭和22年～現在）

### 選挙結果
選挙の結果、社会党公認の田中敏文が38万票以上の得票を得て一位になった。しかし、当選に必要な法定得票（当時は有効得票の37.5％）ラインに達しなかったため、上位2名による決選投票が行われることになった。
- 投票率：68.20％（投票者数1203,017名）

| 候補者     | 党派                   | 新旧     | 得票数    | 得票率 |
| ---------- | ---------------------- | -------- | --------- | ------ |
| 田中敏文   | 日本社会党             | 新人     | 384,770   | 34.4%  |
| 有馬英二   | 民主党                 | 新人     | 304,524   | 27.2%  |
| 苫米地英俊 | 無所属                 | 新人     | 259,126   | 23.2%  |
| 長谷長次   | 無所属                 | 新人     | 123,510   | 11.0%  |
| 岩佐劯     | 日本民主主義愛国労働党 | 新人     | 35,783    | 3.2%   |
| 佐茂菊藏   | 無所属                 | 新人     | 11,286    | 1.0%   |
| 有効得票   | 有効得票               | 有効得票 | 1,118,999 |        |
| 無効票     | 無効票                 | 無効票   | 84,018    |        |
| 投票総数   | 投票総数               | 投票総数 | 1,203,017 |        |
出典：北海道知事選挙の結果（昭和22年～現在）
注：当選に必要な法定得票は41万9624.625票

## 4月16日決選投票
4月の長官選挙で当選に必要な法定得票37.5％を得た候補がいなかったため、行われた。　

### 基礎データ
4月選挙に出馬した候補者6名のうち、得票数上位2名で決選投票が行われた。
- 告示日：
- 投票日：1947年4月16日
- 有権者数：1,757,523名
- 候補者数：2名

| 候補者名 | 年齢 | 党派   | 新旧 |
| -------- | ---- | ------ | ---- |
| 田中敏文 | 35   | 社会党 | 新人 |
| 有馬英二 | 65   | 民主党 | 新人 |

### 決選投票結果
決選投票の結果、4月5日選挙で1位となった田中が、有馬を破って初当選した。
- 投票率：59.39％（投票者数1043,816名）4月5日選挙の投票率68.20％

| 当落     | 候補者   | 党派       | 新旧     | 得票数    | 得票率 |
| 当選     | 田中敏文 | 日本社会党 | 新人     | 555,862   | 53.8%  |
| -------- | -------- | ---------- | -------- | --------- | ------ |
|          | 有馬英二 | 民主党     | 新人     | 476,727   | 46.2%  |
| 有効得票 | 有効得票 | 有効得票   | 有効得票 | 1,032,589 |        |
| 無効票   | 無効票   | 無効票     | 無効票   | 11,227    |        |
| 投票総数 | 投票総数 | 投票総数   | 投票総数 | 1,043,816 |        |

出典：北海道知事選挙の結果（昭和22年～現在）